# 城市规模
城市规模是衡量城市大小的数量概念，包括城市人口规模与城市地域规模两种指标，通常人口规模是衡量城市规模的决定性指标。

## 城市規模的多元性
由于城市的地理界线和行政界线的不一致，以及城市可能有的不同空间尺度的概念，因此一个城市可能会有几个不同的城市规模。例如纽约，就有市区、纽约都市细分区、纽约—北新泽西—长岛都市统计区等几个相关城市人口规模统计数字。
中国的城市规模统计，同样存在若干口径：包括辖县的市行政区人口、市区人口、市区非农业人口。其中前两个根本无法反映城市人口规模的大小，如果引用这两个数据进行城市人口的判断是没有任何意义的，例如判断重庆市是一个3000多万人的城市。第三个則是中国城乡户籍分离制下的统计口径，是当前衡量城市规模最为合理的一个统计口径，但问题在于：
- 有理论认为城市人口应当也包括城市周围参与城市生活的从事农业的人口，但这个统计口径将所有农业人口排除。
- 不反映流动人口状况，因为按户籍人口统计，所以常年外出的人口亦统计进原户籍所在城市的人口，而一些大城市中大量的常住且参与城市生活的外来流动人口（包括户籍在农村的人口）被排除在外。
- 其范围仍是行政市区，对于某些行政市区远远大于地理市区的城市，尤其对于中国某些由原来的县整体转为市区的市来说，这个统计地域远远大于实际城市的范围，在这个范围上所作的统计，尽管是对非农业人口的统计，对于城市人口规模来说，仍可能导致较大的误差。

目前中国尚无能够正确反映城市规模的地域概念和统计标准。

## 依人口劃分城市規模的標準

### 聯合國標準
按城市聚居人口大小可以区分城市规模大小，各国的具体分级标准不尽一致。联合国将2万人作为定义城市的人口下限，10万人作为划定大城市的下限，100万人作为划定特大城市的下限，这种分类反映了部分国家的惯例。

### 中華人民共和國標準
中华人民共和国国务院对境内城市的规模有划分标准，此标准于2014年10月29日修订，旧标准以市区和郊区非农业人口确定城市规模，而修改后的新标准则以城区常住人口确定城市规模，具体标准如下（以上包括本数，以下不包括本数）：
| 新分类标准 | 人口         | 旧分类标准 |
| ---------- | ------------ | ---------- |
| 超大城市   | 1000万以上   | 特大城市   |
| 特大城市   | 500万-1000万 | 特大城市   |
| I型大城市  | 300万-500万  | 特大城市   |
| II型大城市 | 100万-300万  | 特大城市   |
| 中等城市   | 50万-100万   | 大城市     |
| I型小城市  | 20万-50万    | 中等城市   |
| II型小城市 | 20万以下     | 小城市     |

城市规模是政府制定各种决策（例如落户政策）的重要依据之一。